# 菅原雪
菅原 雪（すがわら ゆき、1988年6月23日 - ）は、日本の女優である。東京都出身。太田プロダクション所属。

## 来歴・人物
- 2008年後半太田プロダクションに所属。
- 2009年1月から芸能人女子フットサルチーム、YOTSUYA CLOVERSに所属。背番号は「6」。
- 得意なスポーツはサッカー、バスケ、剣道。

## 出演

### テレビ
- 金曜プレステージ『奥様は警視総監2』（フジテレビ系）

### 映画
- 愛の茶番（2024年12月7日） - リエ 役[1]

### 舞台
- 野外劇〜誕生〜（2017年9月23日 - 24日、88生まれの女たち公演）[2]